# تاريخ النرجسية

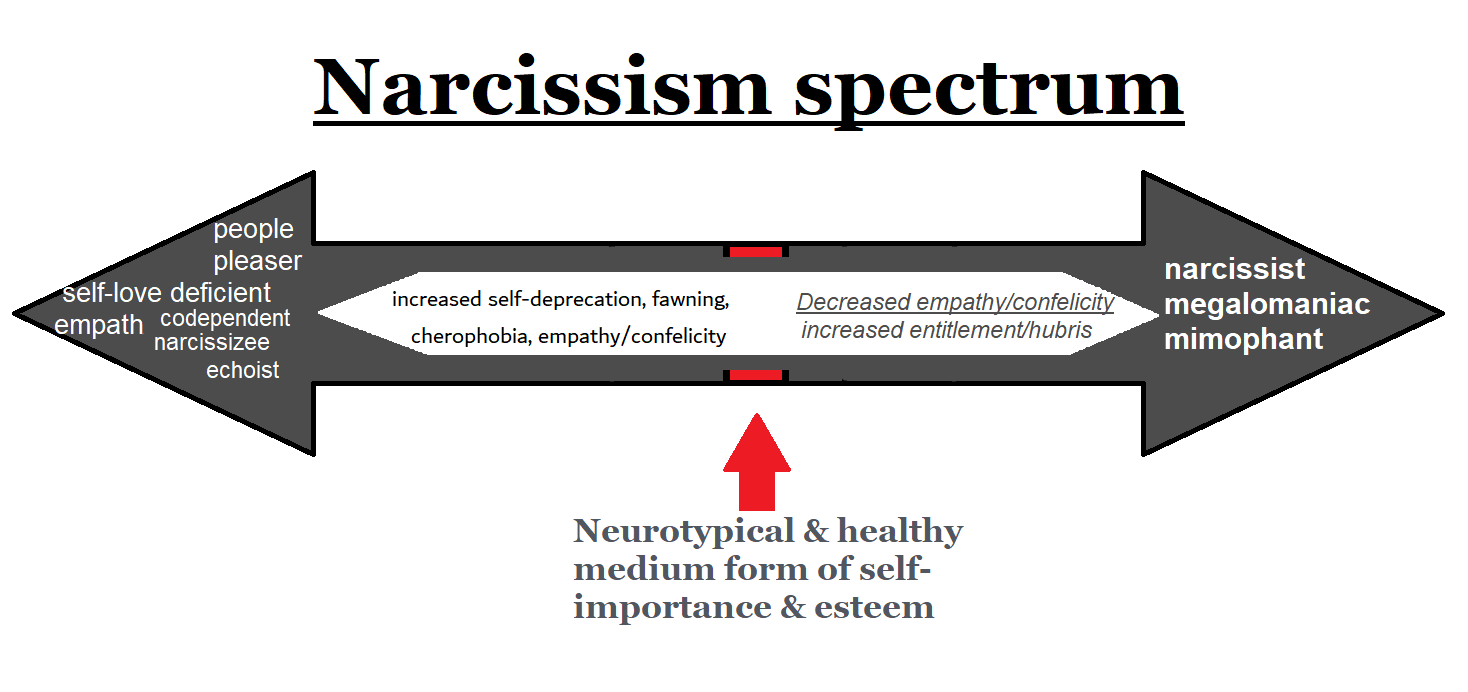
مخطط يوضح النرجسية

عُرف مفهوم الأنانية المفرطة عبر التاريخ. إذ إن مصطلح «النرجسية» مشتق من الأساطير اليونانية عن نرسيس -عاشق ذاته- لكنه صيغ في نهاية القرن التاسع عشر.
منذ ذلك الحين، أصبحت النرجسية كلمة مألوفة، في الأدب التحليلي، نظرًا إلى الإنشغال الكبير بالموضوع، إذ استُخدم هذا المصطلح أكثر من أي مصطلح آخر تقريبًا. تغير معنى النرجسية بمرور الوقت. فاليوم النرجسية «تشير إلى الاعتناء أو الاهتمام بالذات على طول سلسلة متصلة واسعة، من المستوى الصحي إلى المرضي، متضمنًا مفاهيم مثل احترام الذات، والتنظيم الذاتي، والتمثيل الذاتي، والنفس الحقيقية أو الزائفة».

## حقبة ما قبل فرويد
كان نرسيس شابًا يونانيًا وسيمًا رفض العرض اليائس للحورية إيكو. عقوبةً لذلك، حُكم عليه أن يقع في حب انعكاسه في بركة من الماء. غير قادر على إتمام حبه، كان نرجس مستلقيًا محدقًا في البركة، ساعة بعد ساعة، وفي الأخير تلاشى بعيدًا، متحولًا إلى زهرة تحمل اسمه، «نرسيس أو النرجس».
أعاد أوفيد سرد القصة باللاتينية في كتابه «التحولات»، وكان لها تأثير كبير في ثقافة القرون الوسطى وعصر النهضة. «حكاية أوفيد عن الغرور والنرجسية، تنسج داخل وخارج معظم الأمثلة الإنجليزية لقصيدة أوفيديان السردية، والتلميحات إلى قصة نرسيس إذ تؤدي دورًا كبيرًا في القصائد الشعرية  لشكسبير. هنا كان المصطلح المستخدم هو: حب الذات يغذي شعلة نورك بوقود ذاتي كبير». استخدم فرانسيس بيكون المصطلح ذاته قائلًا إنها طبيعة المتطرفين في عشق الذات، إذ إنهم سيوقدون النار في منزل، فقط لتحميص بيضهم، فهم -كما يقول شيشرون عن بومبي- عشاق لأنفسهم بلا منازع.
استخدم بايرون في القرن التاسع عشر المصطلح ذاته، واصفًا كيف أن «حب الذات دائمًا يتسلل إلى النفس، مثل الأفعى لادغًا أي شيء يصادفه أو يتعثر به». كتب بودلير: «ينمو حب الذات مثل النمو القوي في قلب الإنسان الطبيعي»، ومن مثلهم كمثل نرسيس، يتأملون الحشد، كما لو كان نهرًا، ويقدمون صورتهم الخاصة.
بحلول منتصف القرن، كانت الأنانية تعبيرًا شائعًا بنفس القدر عن استيعاب الذات، «الأنانيون، استحدثوا وعيًا شديدًا للذات، بواسطة التعذيب الذي تعيش فيه»، مع أنه لا يزال هناك اقتراحات فضولية حول أسطورة نرسيس  في الخلفية. في نهاية القرن، ظهر المصطلح أخيرًا كما نعرفه الآن، مع هافلوك إليس، عالم الجنس الإنجليزي، الذي كتب ورقة قصيرة سنة 1927 حول صكها، مجادلًا بأن الأولوية يجب في الواقع تقسيمها بينه وبين بول. إذ قال ناك موضحًا، أن مصطلح «مشابه النرجسية» قد استخدمه سنة 1898 وصفًا لسلوك نفسي، وأن ناك سنة 1899 قدم مصطلح «النرجسية» لوصف الانحراف الجنسي.
حدد القرن العشرون المفهوم إلى حد بعيد من الناحية النفسية، إذ نشر أوتو رانك سنة 1911 أول ورقة تحليلية نفسية تهتم تحديدًا بالنرجسية، وربطها بالغرور والإعجاب بالنفس.

## سيغموند فرويد
أخبر إرنست جونز في اجتماع لجمعية التحليل النفسي بفيينا بتاريخ 10 نوفمبر 1909، أن فرويد أعلن أن «النرجسية كانت مرحلة وسيطة ضرورية بين الإثارة الجنسية وحب الأشياء». في العام التالي، وصف علنًا لأول مرة كيف أن «الشاب في مرحلة النمو، يجد حبه على طريق النرجسية، لأن الأساطير اليونانية تسمي الشاب نرسيس، الذي كان لا يرضيه شيء مثل صورته المنعكسة في المرآة ». مع أن فرويد لم ينشر سوى ورقة واحدة مكرسة حصريًا للنرجسية بعنوان «عن النرجسية: مقدمة»، سنة 1914، لكن سرعان ما احتلت النرجسية مكانة مركزية في تفكيره.